# 観福寺 (橘樹郡)
観福寺（かんぷくじ）は、かつて武蔵国橘樹郡に存在した浄土宗の仏教寺院である。詳名は帰国山浦島院観福寿寺（きこくざん うらしまいん かんぷくじゅじ）。
現在の神奈川県横浜市神奈川区浦島丘の浦島丘中学校一帯にあり、江戸時代には浦島太郎ゆかりの寺として浦島寺と呼ばれる東海道沿いの名所であった。

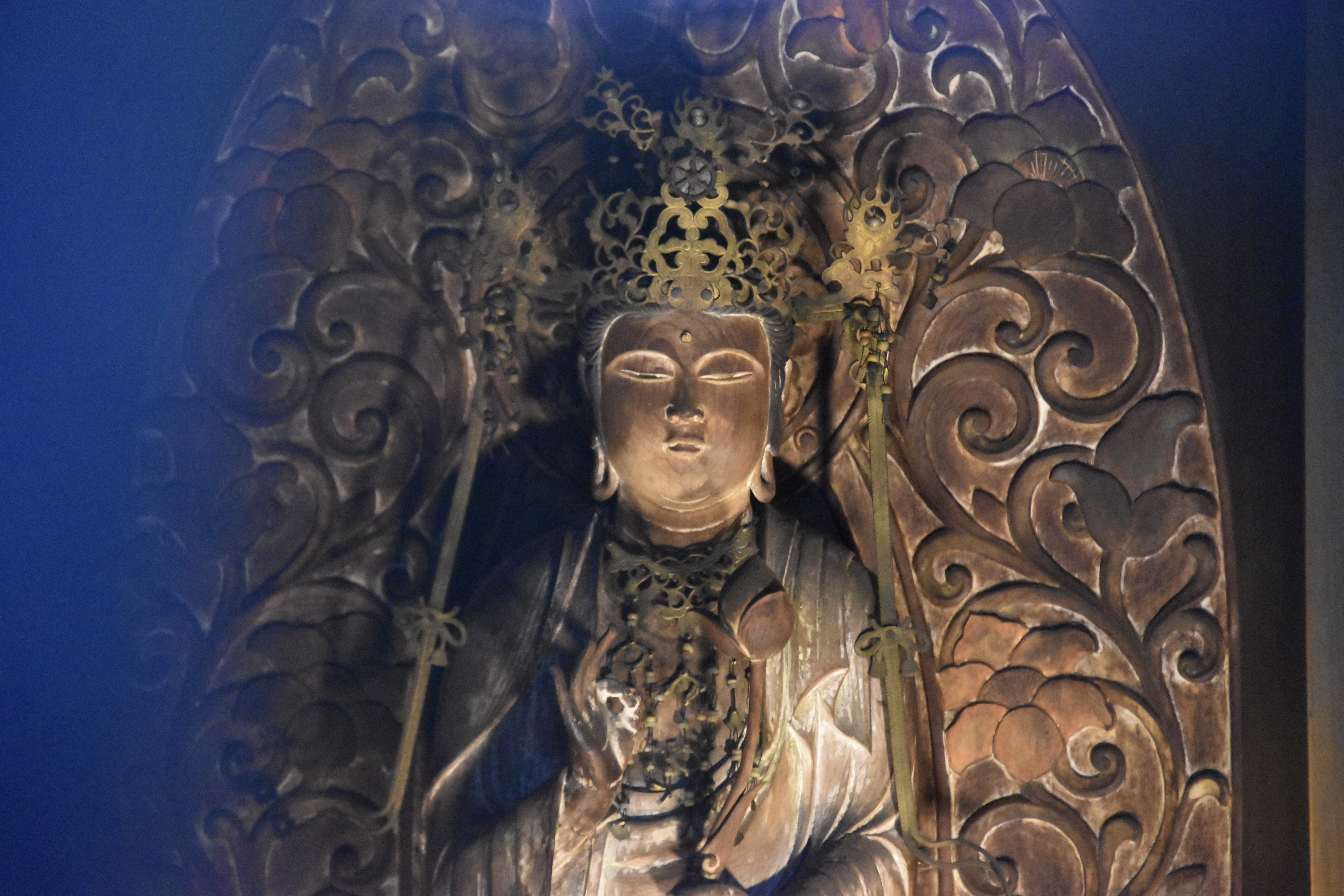
慶雲寺の浦島観音像

1868年神奈川宿の大火で類焼し、1872年に廃寺となる。竜宮伝来の浦島観音など仏像は神奈川宿の慶運寺へ移設安置され、跡地の一角へ移転してきた蓮法寺が遺された石塔や石碑類を管理している。